# Avaaz
Avaaz ist eine international tätige soziale Bewegung, die 2007 von dem kanadisch-britischen Politik- und Wirtschaftswissenschaftler Ricken Patel gegründet wurde und vor allem Online-Aktivismus bzw. Cyberaktivismus über das Internet betreibt. Die gemeinnützige Organisation ist in den USA als sogenannte 501(c) organization gemäß Artikel 501(c) Punkt 4 des Internal Revenue Code einkommensteuerbefreit. Spenden an Avaaz sind jedoch steuerlich nicht absetzbar. Über eine internetbasierte Beteiligungs- und Abstimmungsplattform organisiert Avaaz globale politische Kampagnen, vorwiegend innerhalb der Themenkreise Klimawandel, Menschenrechte, Tierschutz, Korruptionsbekämpfung, Armut und gewaltsame Konflikte bzw. Kriege. Die meistangewendete Aktionsform ist die Online-Petition.
Der Name Avaaz stammt von dem persischen Wort آواز āwāz, das „Stimme“, „Klang“ oder „Gesang“ bedeutet – es wurde u. a. auch ins Hindi/Urdu (आवाज़ āvāz bzw. آواز āwāz) entlehnt. Das erklärte Ziel von Avaaz ist es, „gemeinsam die Lücke zwischen der Welt, die wir haben, und der Welt, die sich die meisten Menschen überall wünschen, zu schließen.“ Während die Organisation in New York gegründet wurde, wird die eigentliche Kampagnenarbeit von Aktivisten aus verschiedenen Ländern geleistet.
69,017,457
Mitglieder,  590,988,230
Aktionen, 2,792
Kampagnen
Avaaz arbeitet in 17 Sprachen und hat nach eigenen Angaben mehr als 69 Millionen Mitglieder in 194 Ländern, wobei die Unterzeichner der Petitionen mit eingerechnet werden. Laut der britischen Tageszeitung The Guardian hat sich Avaaz nach nur fünf Jahren „zum weltweit größten und einflussreichsten Netzwerk für Online-Aktivisten entwickelt.“

## Gründung und Entwicklung
Geschäftsführer und Mitbegründer von Avaaz ist der britisch-kanadische Aktivist Ricken Patel. Patel studierte Politik, Philosophie und Wirtschaft (Politics, Philosophy, Economics, PPE) am Balliol College der Oxford University. An der Harvard University erwarb er einen Masterabschluss in „Public Policy“. Er war weltweit für die International Crisis Group tätig, unter anderem in Sierra Leone, Liberia, im Sudan und in Afghanistan. Dort hat er nach eigenen Aussagen „gelernt, wie man Aufständische an den Verhandlungstisch holt, Wahlen (unbemerkt) überwacht, das Vertrauen der Bevölkerung in ehemals korrupte politische Systeme wiederherstellt und bemerkt, wenn ausländische Kräfte manipuliert wurden“. Er kehrte in die USA zurück und arbeitete als Freiwilliger für MoveOn.org, wo er lernte, Internet-Tools für Aktivismus einzusetzen.
Patel gründete Avaaz im Jahr 2007, gemeinsam mit dem ehemaligen demokratischen Kongressabgeordneten für Virginia Tom Perriello, dem australischen Unternehmer David Madden, dem Mitgründer von Purpose.com Jeremy Heimans, Andrea Woodhouse, Tom Pravda und Eli Pariser, dem Geschäftsführer von MoveOn, einer Vorfeldorganisation der US-Demokraten.
Mitgründende Organisationen waren außerdem die in New York beheimatete Non-Profit-Organisation Res Publica, die sich der Förderung von guter Regierungsführung und gesellschaftlichem Bürgerengagement widmete, die progressive Kampagnenorganisation MoveOn.org aus den USA, die amerikanisch-kanadische Gewerkschaft Service Employees International Union und die linksgerichtete australische Bürgerbewegung GetUp!.
Nach Angaben von Avaaz haben bislang über 68 Millionen Menschen aus allen offiziell anerkannten Ländern der Erde Petitionen von Avaaz unterzeichnet (Stand: 5. Mai 2025). Avaaz bezeichnet diese Unterzeichner oder E-Mail-Abonnenten als „Mitglieder“.
Avaaz zielt auch auf ein europäisches Publikum ab.

## Finanzierung
In der Startphase erhielt Avaaz Zuschüsse von Organisationen, wie Res Publica, MoveOn.org, George Soros’ Open Society Foundations und der nordamerikanischen Dienstleistungsgewerkschaft SEIU.
Seit 2009 wird Avaaz ausschließlich von seinen Mitgliedern finanziert, wobei niemand mehr als 5.000 € spenden darf.
Um seine Unabhängigkeit zu sichern, versichert Avaaz, keine Spenden von Regierungen und Konzernen anzunehmen. Während sich die Organisation zur Zeit der Gründung aus den Spenden von Partnerorganisationen und anderen, karitativen Organisationen finanziert habe, soll sich ihr Budget heute zu knapp 90 % aus kleinen Online-Spenden zusammensetzen. Nähere Angaben macht Avaaz nicht. In einem Finanzbericht werden die jährlichen Ausgabenanteile aufgelistet. 2010 spendete die Stiftung von ihren Einnahmen in Höhe von gut 5,6 Millionen US-Dollar knapp 1,8 Millionen US-Dollar für humanitäre Zwecke.

## Struktur
2011 hatte Avaaz 52 feste Mitarbeiter und weitere freiwillige Helfer.

## Ziele
Avaaz will möglichst viele Menschen verbinden, um in deren Sinne Einfluss auf internationale Themen zu nehmen. Die Bandbreite an Themen ist relativ groß: sie reicht von Menschenrechten über Umweltschutz bis hin zur Verhinderung beziehungsweise Beendigung von Kriegen. Dabei strebt Avaaz an, drängende Themen, für die in der Bevölkerung bereits Interesse oder sogar eine Mehrheit besteht, gegen politische Führer durchzusetzen – daher auch die Namensgebung „Avaaz“: die Organisation will den Bürgern also eine „Stimme“ geben. Avaaz betreibt keinen investigativen Journalismus, um sehr unbekannte Themen neu auf die politische Agenda zu setzen, wofür die Organisation hin und wieder kritisiert wird.
Avaaz sammelt aber auch Spenden für Satelliten-Internetmodems, die in Krisengebieten Informationssperren umgehen helfen und somit dem Volk mehr Macht gegenüber Diktatoren geben sollen (siehe unten). Weitere Spenden werden für die Schaltung von Anzeigen zu einem brisanten Thema genutzt, ebenfalls um auf Missstände aufmerksam zu machen.
Die Koordination übernehmen Aktivisten, die zu einem großen Teil feste Mitarbeiter sind und aus Argentinien, Brasilien, Deutschland, Großbritannien, Indien, der Schweiz, den USA und anderen Ländern stammen. Die Kommunikation geschieht per E-Mail, per Microsoft Teams und persönlich bei gemeinsamen Treffen. Vorschläge für Kampagnen kommen von Abonnenten und Mitarbeitern. Wird ein Vorschlag für sehr wichtig befunden, werden zunächst Test-E-Mails herausgeschickt, um die Resonanz einschätzen zu können.

## Arbeitsweise

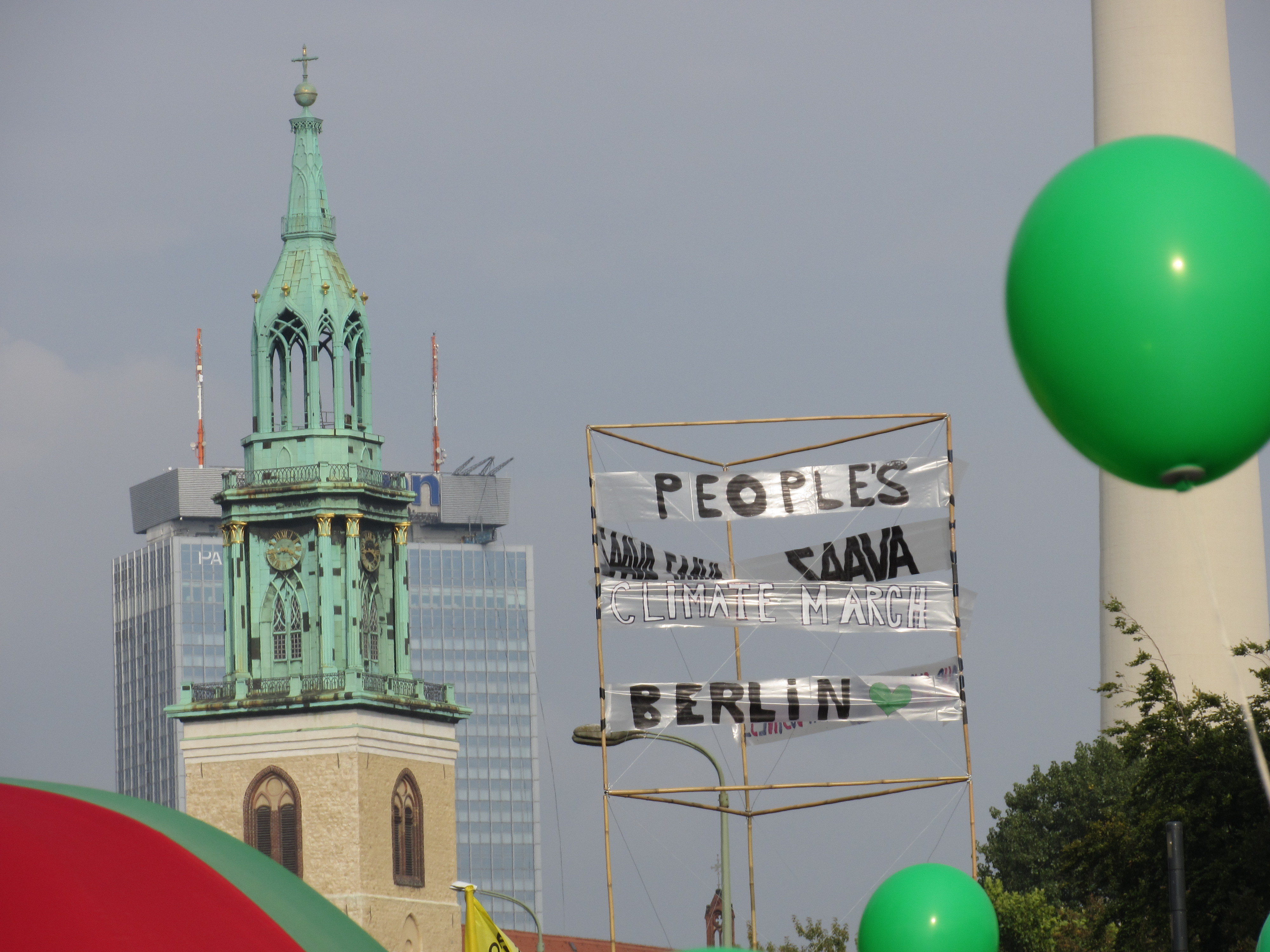
„Mal schnell die Welt retten“: von Avaaz organisierte globale Klima-Demo, hier in Berlin (21. September 2014)

Die Petitionen sind das bekannteste Werkzeug von Avaaz. Mit Stichproben an 10.000 Mitgliedern wird untersucht, welche Kampagnen Unterstützung finden. In diesem Falle wird die Kampagne bei einem größeren Mitgliederkreis lanciert.
Im Rahmen einer solchen Petition werden Rundmails mit der Bitte um Unterstützung an alle E-Mail-Abonnenten einer Region oder an weltweit alle Abonnenten versandt. Die gesammelten Stimmen liegen oft im Millionenbereich und werden möglichst medienwirksam an Verantwortliche aus der Politik übergeben, um den öffentlichen Druck zu erhöhen und der Meinung der Unterzeichner mehr Gewicht zu geben.
Öffentlicher Druck auf Verantwortliche der Politik soll auch erzeugt werden, indem Abonnenten per E-Mail dazu aufgefordert werden, ihre Regierungsvertreter persönlich anzurufen oder anzuschreiben und ihnen klarzumachen, wie wichtig ihnen ein Thema ist. In einigen Regionen werden auch Offline-Proteste organisiert, also „klassische“ Demonstrationen. Im Vergleich etwa zum deutschen Kampagnennetzwerk Campact stellen Offline-Aktivitäten aber nur einen sehr kleinen Teil der Tätigkeit dar.

## Aktivitäten
Seit seiner Gründung im Jahr 2007 hat Avaaz Hunderte von globalen und nationalen Kampagnen durchgeführt. Die Mitglieder von Avaaz haben sich beispielsweise dafür eingesetzt, Korruption in Indien, Italien und Brasilien zu bekämpfen, die Weltmeere, Regenwälder und bedrohte Arten zu schützen, die Freiheit des Internets und der Medien zu gewährleisten und den demokratischen Geist während der Aufstände des Arabischen Frühlings zu unterstützen. Neben Unterschriftenaktionen können sich Mitglieder auch mit E-Mail-Aktionen, Telefonanrufen oder Aktionen auf Facebook und X (ehemals Twitter) sowie durch Proteste und Spenden engagieren. Zu den vergangenen und aktuellen Kampagnen zählen:

### Spenden an Betroffene von humanitären Katastrophen
Um betroffene Menschen in humanitären Katastrophen zu unterstützen, sammelt Avaaz bei seinen Abonnenten Spenden, die für einen festgelegten Einsatz bestimmt sind.
Nahrungsmittel, Medizinische Versorgung und Wiederaufbau auf Haiti
Nach dem Erdbeben im Januar 2010 auf Haiti sammelte Avaaz über 1,3 Millionen US-Dollar Spenden von mehreren Tausend Mitgliedern für eine Notfallversorgung und den Wiederaufbau. Die Spenden gingen an internationale Organisationen wie actionid Viva Rio und Partners in Health und Haitianische Organisationen wie COZPAM, CODAB und Zamni Lasante, die sich vor Ort einsetzten.
Im Rahmen der Aktion unterschrieben 450.000 Abonnenten eine Petition, die G8-Finanzminister und damit die reichen Länder erfolgreich dazu aufforderte, Haiti einen Schuldenerlass über 1 Milliarde US-Dollar zu gewähren.
Wiederaufbau nach der Flutkatastrophe in Pakistan
Mit 600.000 US-Dollar Spenden unterstützte Avaaz obdachlos Gewordene und den Wiederaufbau in Pakistan. Begleitend wurden über 140.000 Stimmen gesammelt, die den internationalen Währungsfonds und die Gläubiger Pakistans dazu aufforderten, „einen zweijährigen zinslosen Zahlungsaufschub einzuräumen – als einen ersten Schritt zur völligen Aufhebung seiner ungerechten Schulden“ und Hilfe nicht in Form von Darlehen, sondern als Zuschüsse, also Spenden zu gewähren.

### Unterstützung von Bürgerjournalisten in Nahost
Ein Avaaz-Team arbeitet eng mit den Demokratiebewegungen in Syrien, Jemen, Libyen und weiteren Ländern zusammen. Es stellt ihnen Telefone und Satelliten-Internet-Modems zur Verfügung, berät sie kommunikationstechnisch und vernetzt sie mit Medienkanälen. Die sogenannten „Bürgerjournalisten“ in den Krisenstaaten haben somit die Möglichkeit, Informationssperren zu umgehen und Augenzeugenberichte über die Revolutionen, aber auch über Misshandlungen der Weltöffentlichkeit zukommen zu lassen.
Die Augenzeugenberichte werden ein- bis zweimal täglich auf einer Seite von Avaaz auf Englisch veröffentlicht und zusätzlich an eine in Deutschland etwa 200 Abonnenten umfassende Liste renommierter Medien versendet.
Einige Medien nutzen von Avaaz bereitgestellte Videointerviews, in denen Betroffene wie etwa Bürgerrechtler oder Sicherheitskräfte von den Unruhen und den Repressionen berichten.

### Petitionen
In der Regel werden alle Abonnenten einiger Sprachregionen oder weltweit alle Abonnenten per E-Mail dazu aufgefordert, sich an einer Petition zu beteiligen und die Petition zu verbreiten. In den E-Mails wird das Anliegen beschrieben und aufgezeigt, was getan werden kann: Unterschriften sammeln, die eigene Regierung anrufen, an Demonstrationen teilnehmen, etwas boykottieren, spenden oder Ähnliches. Am Ende jeder E-Mail findet sich eine Zusammenstellung von renommierten Quellen, bei denen sich die Mitglieder weiter über das Thema informieren können. Ein neuerer Weg von Avaaz ist das Werben für Stimmen auf Facebook. Das Prinzip ist ähnlich: auch hier werden die Angesprochenen aufgefordert, sich zu informieren, zu unterschreiben und die Petition an möglichst viele Freunde und Bekannte weiterzuleiten.
Ist einmal eine große Anzahl an Stimmen zu einem Thema zusammengekommen, versucht Avaaz diese medienwirksam an Verantwortliche aus der Politik zu übergeben. Oft sind diese Übergaben mit Aktionen verbunden, die die Problemlage bildlich darstellen und der Presse Bilder liefern sollen.

#### 2007
Irak – Petition und Demonstrationen für mehr Selbstbestimmung der Iraker
In der allerersten Aktion im Jahr 2007 rief Avaaz mit einer Unterschriftenaktion gegen eine militärische Eskalation und eine Truppenverstärkung im Irak und einem friedlichen Protestmarsch in Washington DC auf. Avaaz forderte in der Petition, „die militärische Eskalierung in Irak zu stoppen“ und verlangte „eine diplomatische Lösung sowie einen effektiven Plan, um den Irak-Krieg zu beenden“. Der Protest ging mit der Veröffentlichung eines neuen Plans einher, um den Krieg zu beenden und die Ölreserven des Irak nachhaltig für die irakische Bevölkerung zu erhalten.
In einer späteren Kampagne forderte Avaaz den Stopp des „Öl-Klau“ im Irak. Die Stiftung forderte weltweit Politiker auf, „das Recht des Iraks auf sein eigenes Öl und seine eigene Zukunft“ zu unterstützen. Avaaz prangerte den Versuch der Bush-Regierung und multinationaler Ölfirmen an, das irakische Parlament zu zwingen, Rechte an Öl-Profiten an internationale, vor allem US-amerikanische Firmen abzugeben.
Im März setzten sich Avaaz-Mitglieder gemeinsam für eine gerechte und friedliche Lösung des israelisch-palästinensischen Konflikts ein. Zur Unterstützung dieses Ziels, erstellte Avaaz ein Video mit dem Titel „Stop the Clash of Civilizations“ (Stoppt den Kampf der Kulturen), welches 2007 den YouTube-Preis in der Kategorie „Politik“ gewann und in 9 verschiedenen Sprachversionen über 2,5 Millionen Mal angesehen wurde.
Beim G8-Gipfel in Heiligendamm im Juni 2007 protestierte Avaaz gegen die Blockadehaltung der US-Regierungsvertreter und die fehlende Unterstützung für globale Klimaschutz-Maßnahmen. Avaaz präsentierte eine Online-Petition, unterschrieben von 400.000 Menschen aus 193 Ländern.
Zur UN-Klimakonferenz auf Bali im Dezember 2007 organisierte Avaaz einen globalen Aktionstag in rund 100 Ländern. 550.000 Unterzeichner forderten die Konferenzteilnehmer zu konkreten Klimavereinbarungen auf. Avaaz koordinierte die Übergabe einer Klimapetition mit 2,6 Millionen Unterschriften von einem Dutzend Umweltorganisationen an der Konferenz. Auf Bali wurde nach dramatischen Verhandlungen ein Teilerfolg für den Klimaschutz erreicht.
Avaaz war Mitorganisator des „Global Day of Action For Burma“ am 6. Oktober 2007, zusammen mit der Burma Campaign UK, Amnesty International und anderen Organisationen. Avaaz sammelte über 800.000 Unterschriften für eine Petition an den UNO-Sicherheitsrat und den chinesischen Präsidenten Hu Jintao, eines wichtigen Unterstützers des burmesischen Regimes, um Gewalt an regierungskritischen Demonstranten in Burma abzuwenden und Versöhnung und Demokratisierung zu unterstützen. Die Petition wurde am 15. Oktober 2007 an Großbritanniens damaligen Premierminister Gordon Brown übergeben.

#### 2008
Im März 2008 startete Avaaz eine weitere globale Petition an Chinas Präsidenten Hu Jintao. Diese forderte die Einhaltung der Menschenrechte in Tibet und die Eröffnung eines Dialogs mit dem Dalai Lama. Die Petition erreichte innerhalb einer Woche eine Million und später 1,5 Millionen Unterschriften, was sie damals zur größten Online-Petition in der Geschichte machte. Die Petition wurde am 31. März 2008 an chinesische Konsulate und Botschaften übergeben.

#### 2009
Die Petition für eine erfolgreiche Klimakonferenz in Kopenhagen 2009 erreichte 11 Millionen Unterschriften. An der Kampagne zur Unterstützung der Enthüllungsplattform WikiLeaks beteiligten sich am ersten Tag weltweit über 300.000 Unterstützer. Avaaz unterstützt auch eine für Attac zentrale Forderung nach besserer gesetzlicher Regulierung der weltweiten Finanzmärkte, da die Finanzkrise die Existenzgrundlage der Ärmsten in sehr vielen Ländern zerstöre.
USA – Kampagne für Schließung Guantanamos
Die Aufforderung an den US-Präsidenten Barack Obama, sein Wahlversprechen einzulösen und die Gefangenenlager auf Guantanamo Bay zu schließen, unterzeichneten 82.000 Abonnenten im Jahr 2009. Verbunden war diese Unterschriftenaktion mit einer Anzeigenkampagne, die auf die mit den Gefangenenlagern verbundenen Menschenrechtsprobleme und andere Probleme hinweisen sollte (siehe Abschnitt „Agenda setting außerhalb des Avaaz-Netzwerkes“).

#### 2010
Stimmen für ein neues Anti-Korruptions-Gesetz in Brasilien
Etwas über 2 Millionen Unterzeichner, die meisten davon aus Brasilien, setzten sich für ein neues Anti-Korruptionsgesetz ein, das es Personen, die für schwere Verbrechen verurteilt wurden, unmöglich macht, sich für öffentliche Ämter zu bewerben. Das Volksbegehren „Ficha Limpa“ (saubere Weste) wurde damit stark von Avaaz unterstützt. Um den Druck zu erhöhen, wurden Verantwortliche tausendfach angerufen und angeschrieben, Avaaz organisierte eine von Medien sehr beachtete Demonstration, bei der mit Seife und Wasser für einen „Sauberen Kongress“ geworben wurde. Im Mai 2010 stimmte der brasilianische Kongress einstimmig für die Verabschiedung des Anti-Korruptions-Gesetzes.

#### 2011
Errichtung einer 'Flugverbotszone' über Libyen
Während des Bürgerkriegs in Libyen 2011 unterstützte Avaaz die Forderungen Aufständischer und westlicher Regierungen nach einer Flugverbotszone über dem Land mit einer Petition an den UN-Sicherheitsrat. Insgesamt haben die Petition knapp 828.000 Menschen unterzeichnet. In einzelnen Medien und politischen Blogs wurde die Petition mit Blick auf die Gefahren einer solchen Intervention kritisiert. Der UN-Sicherheitsrat stimmte schließlich für die Errichtung der Flugverbotszone.
Anti-Korruptions-Kampagne in Indien
Im März 2011 kündigte der gandhistische Aktivist Anna Hazare an, dass er bis zum Tod fasten würde, wenn sich die Regierung nicht bereit erkläre, der Zivilgesellschaft zu erlauben, einen Entwurf für ein neues, kraftvolles Anti-Korruptionsgesetz einzubringen. In 36 Stunden unterschrieben 500.000 Inder die Avaaz-Petition, um Hazares Forderungen zu unterstützen. Vier Tage später unterzeichnete Indiens Regierung eine schriftliche Vorlage der Forderungen Hazares.
Großbritannien – Kampagne gegen Murdochs Medienmacht
Die Medienmacht von Rupert Murdoch ist im UK seit langem ein Politikum. Journalisten der Boulevardzeitung News of the World, die zu Murdochs News Corporation gehört, sollen die Telefonate hunderter Parlamentarier abgehört und auf ihre Mailboxen zugegriffen haben. Der Ex-Chefredakteur des Blattes wurde anschließend Kommunikationschef der Tories. Er musste 2011 wegen des Abhörskandals als Kommunikationschef zurücktreten; Murdoch stellte am 10. Juli 2011 die Zeitung ein.
Avaaz begann 2011 eine Kampagne gegen Murdoch. Avaaz schaltete Anzeigen, organisierte öffentliche Behinderungsaktionen, machte Telefonaktionen und gab Petitionen ein, um Murdochs Medienmacht anzuprangern und zu beschneiden, u. a. mit dem Ziel eines Entzugs von Lizenzen.
Brasilien – Kampagne gegen Bau des Belo Monte-Staudamms
Im Rahmen dieser Kampagne gegen das Belo-Monte-Wasserkraftwerk übergaben Mitglieder einheimischer Stämme mehr als 600.000 Petitions-Unterschriften. Diese hatte Avaaz mittels E-Mail-Aufrufen in Brasilien und der ganzen Welt gesammelt.
Für ein Ende des 'War on Drugs'
Im Mai 2011 wurden innerhalb einer Woche über 600.000 Unterschriften für eine Petition gesammelt, die an UN-Generalsekretär Ban Ki-Moon und andere Staatsoberhäupter gerichtet war. Die Petition forderte die Beendigung des 'War on Drugs’ und eine weltweite Reform der Drogenpolitik.
Naher Osten – Unterschriften für Gründung eines palästinensischen Staates
Im August 2011 startete Avaaz eine breit angelegte Kampagne, die in einer Petition den Sicherheitsrat der Vereinten Nationen auffordern soll, dem palästinensischen Beitrittsgesuch in die Vereinten Nationen und damit seiner Anerkennung als eigenständigen Staat zuzustimmen. Insbesondere die USA werden in der Petition aufgefordert, zuzustimmen, da vor allem ihr Veto befürchtet wird. Nach den gescheiterten Friedensverhandlungen wird die Zweistaatenlösung als der erfolgversprechendste Weg zum Frieden bezeichnet. Im Rahmen der Kampagne veröffentlichte Avaaz ein Video zum Konflikt im Nahen Osten, das zur Unterzeichnung der Petition aufruft.

#### 2012
Im Jahr 2012 hat Avaaz mit Kampagnen daran gearbeitet, Angriffe auf die Freiheit des Internets abzuwehren (ACTA in Europa und SOPA in den USA), sich gegenüber der EU und den Vereinten Nationen für die Anerkennung eines palästinensischen Staats eingesetzt, ein Ende der Subventionen für fossile Brennstoffe beim Rio+20-Gipfel gefordert sowie Bürgerjournalisten in Syrien dabei unterstützt, die Ereignisse aus dem Land an weltweite Medien heranzutragen.
- Im Februar haben fast drei Millionen Avaaz-Mitglieder[62] weltweit eine Petition gegen ACTA unterzeichnet,[63] ein umstrittenes multilaterales Handelsabkommen auf völkerrechtlicher Ebene, welches die Freiheit der Internetnutzung beeinflusst hätte.[64] Avaaz hat die Petition am 28. Februar an das EU-Parlament übergeben,[65] welches das Abkommen im Sommer des Jahres ablehnte.[66]
- In Zusammenarbeit mit anderen Organisationen wie DemandProgress, unterzeichneten 3 Millionen Mitglieder weltweit eine Petition gegen SOPA,[67] ein Gesetz, das es der US-Regierung ermöglicht hätte, Websites wie YouTube oder WikiLeaks abzuschalten. Die gemeinsamen Bemühungen der verschiedenen Gruppen haben den Vorschlag vorerst gestoppt.[68][69]
- Im Vorfeld des Rio+20-Gipfels hat Avaaz eine Kampagne gestartet, um die jährlichen Regierungssubventionen für fossile Brennstoffe in Höhe von 1 Billion US-Dollar zu beenden. Die Petition wurde gemeinsam mit der Klimabewegung 350.org mit einer medienwirksamen Aktion am Strand von Rio de Janeiro übergeben.[70]
- Avaaz hat darüber hinaus Spenden gesammelt, um die Klagen von Bürgern aus Guatemala gegen eine kanadische Bergbaugesellschaft zu unterstützen.[71]
- In Deutschland hat Avaaz Ende 2012 über 100.000 Unterschriften gegen Bestechung in der deutschen Politik gesammelt und diese dem Vorsitzenden des Rechtsausschusses im Bundestag, Siegfried Kauder, übergeben.[72] Kauder, einer der stärksten Gegner von schärferen Gesetzen gegen Abgeordnetenbestechung,[73] hat anschließend mit anderen Parteien im Rechtsausschuss einen Gesetzesvorschlag erarbeitet, um die Bestechung von Abgeordneten härter zu bestrafen und damit das Übereinkommen der Vereinten Nationen gegen Korruption zu ratifizieren.[74]
- 2012 führte Avaaz eine neue Plattform für Bürgerpetitionen ein. Auf der Plattform kann jedes Mitglied seine eigene Petition starten und dafür Unterstützung sammeln.[75] Die bislang erfolgreichsten deutschsprachigen Bürgerpetitionen forderten ein Ende der Wilderei im Pendjari-Nationalpark in Benin mit 78.000 Unterschriften,[76] strengere Gesetze gegen sexuellen Missbrauch in Deutschland mit 64.000 Unterschriften,[77] die Rettung zweier afghanischer Mädchen vor der Abschiebung mit 19.000 Unterschriften,[78] sowie die Beendigung der Korruption im österreichischen Kärnten, mit knapp 20.000 Unterzeichnern.[79]
- Die von Avaaz unterstützte Petition von netzwerkB forderte die Aufhebung der Verjährungsfristen für Sexualstraftaten im Zivil- und Strafrecht.[80] Die Annahme der Petition wurde vom Petitionsausschuss des Deutschen Bundestags und vom Bundestagspräsidenten Norbert Lammert verweigert. Sie wurde an Ralf Stegner, SPD, am 21. November 2012 überreicht mit der Bitte um Weitergabe.[81]

#### 2013
- Seit dem 12. Juni 2013 haben über 1.000.000 Mitglieder weltweit für die sofortige Beendigung des Überwachungsprogramms PRISM gestimmt und dafür, Edward Snowden als Whistleblower im Interesse des Volkes anzusehen und ihn deshalb nicht als Verbrecher zu behandeln.[82]

#### 2015
- Nach der Forderung nach einer 'Flugverbotszone' über Libyen fordert Avaaz seit 2015 auch eine solche Intervention im Bürgerkrieg in Syrien. Die Petition richtet sich an US-Präsident Obama, den türkischen Präsidenten Erdoğan, Präsident Hollande, Premierminister Cameron und andere Staatsführer. Mehr als 1,6 Millionen Menschen haben die Petition unterzeichnet. Der Aufruf wurde jedoch in politischen Blogs vereinzelt als einseitig und die Forderung nach dem militärischen Eingreifen als gefährlich kritisiert. Das Avaaz-Team sah sich aufgrund von Widersprüchen gegen die Petition innerhalb des Netzwerks bis hin zu Austritten von Nutzern zu einer Stellungnahme auf seiner Website gezwungen, in der es die Petition verteidigt.

#### 2016
- Seit dem Jahr 2016 fordert Avaaz erneut eine Flugverbotszone, diesmal speziell über der syrischen Stadt Aleppo. Das Avaaz-Team sah sich aufgrund von Nutzeraustritten wegen der Petition erneut zu einer Stellungnahme auf seiner Website gezwungen, in der es die Petition verteidigt.

### Agenda setting außerhalb des Avaaz-Netzwerkes
Um auf ein Problem aufmerksam zu machen und Menschen zum Handeln zu bewegen, schaltet Avaaz im Rahmen von einigen Kampagnen zusätzlich Anzeigen und produziert Videos, wie „Kampf der Kulturen“ oder „Middle East peace – the real story.“
Plakatanzeigen gegen die Gefangenenlager auf Guantanamo Bay
Mittels gesammelter Spenden wurden 2009 im Rahmen einer Anti-Guantanamo-Kampagne Plakate in der Washington Metro finanziert, die Osama bin Laden in einem T-Shirt mit dem Aufdruck „I love Guantanamo“ zeigen. Avaaz wollte nach eigenen Angaben Entscheidungsträger daran erinnern, dass „Folter illegal und unmoralisch ist, und zudem als wichtiges Argument zur Anwerbung neuer Terroristen für Bin Laden und das Al-Qaida-Netzwerk benutzt wird.“
Video für bindende Klimaschutz-Verträge
Um gegen den Einfluss der Erdöl-Lobby auf verbindliche Klimaschutz-Abkommen 2009 in Washington zu kämpfen, erstellte Avaaz ein Video, das wie eine Werbekampagne von ExxonMobil gestaltet ist. In dieser „Werbung“ erklärt der (gespielte) Chef des Konzerns, wie die Erdölindustrie das Thema Umwelt bislang einfach ignoriert hat und jetzt versucht, das Abkommen zu verhindern. Das Video wirbt mit der negativen Darstellung der Öl-Industrie für die Unterzeichnung einer Petition für ein verbindliches Klimaschutz-Abkommen.

## Auszeichnungen
Das Avaaz-Video „Stop the Clash of Civilizations“ (Stoppt den Kampf der Kulturen) gewann 2007 den YouTube-Preis in der Kategorie „Politik“.

## Kritik
Leonard Novy, Fellow bei der Berliner Stiftung Neue Verantwortung, kritisiert in einem Spiegel-Artikel über die Avaaz-Bewegung die Bindungs- und Mobilisierungsfähigkeit von Kampagnen im Netz. Er sagt wörtlich: „Avaaz ist für deutsche Verhältnisse hochprofessionell, doch in erster Linie ‚campaigning‘, daher bleibt die Bindung sprunghaft und lose.“
Ähnliche Bedenken äußert der Grüne und Online-Experte Malte Spitz im selben Artikel: Auch auf der Website der Grünen gebe es zehntausende Besucher, doch nur wenige von ihnen seien für Aktionen zu mobilisieren. Den Online-Campaigner Ben Bradzel hingegen interessiert dabei weniger, wie viele Menschen die Petition auf der Straße begleiten, sondern er analysiert die realen politischen Erfolge der Kampagnen. Er berichtet von vielen Fällen, in denen Online-Petitionen von Avaaz und anderen Organisationen Erfolge erzielten, wie zum Beispiel in Japan, als 2007 der Premierminister Yasuo Fukuda seinen Standpunkt zu einem Klimaabkommen änderte, als er mit 90.000 kurzfristig gesammelten Unterschriften konfrontiert wurde.
Die britische Zeitung The Guardian schrieb: „Zyniker argumentieren, dass das Unterzeichnen einer Online-Petition wie das Beitreten einer Facebook-Gruppe, nur Sekunden braucht, wenig erreicht und die Online-Aktivisten nicht dazu ermutigt, sich genau mit den jeweiligen Themen zu befassen.“
Spiegel Online berichtete über das Engagement von Avaaz bei den Aufständen in Libyen und in Syrien. „Seit Beginn des Aufstands gegen Präsident Baschar al-Assad hat Avaaz geholfen, ein Netzwerk von 200 Bürgerreportern zu etablieren, die aus dem Land berichten. Vor allem aber hat die Gruppe Regimegegner bei deren Schmuggleraktivitäten unterstützt.“ Im gleichen Artikel heißt es weiter „Dass sich Avaaz in Libyen und auch jetzt in Syrien zumindest auf organisatorischer Ebene in bürgerkriegsähnliche Konflikte eingeschaltet hat, entspricht dabei nicht unbedingt dem Profil der Gruppe.“ und „Kritiker bemängeln, dass Avaaz etwas für Pseudo-Aktivisten sei, die sich dort mit dem geringst möglichen Aufwand das gute Gewissen erkaufen könnten, etwas gegen das Unrecht in der Welt getan zu haben.“